# Psilomerus apicalis
Psilomerus apicalis är en skalbaggsart som beskrevs av Aurivillius 1924. Psilomerus apicalis ingår i släktet Psilomerus och familjen långhorningar. Inga underarter finns listade i Catalogue of Life.